# Zaï (agriculture)
Pour les articles homonymes, voir Zaï (homonymie).
Le zaï est une technique culturale traditionnelle originaire d'Afrique de l'Ouest (Mali, Niger, Burkina Faso) permettant de cultiver sans eau ou presque, aujourd'hui principalement pratiquée par la population du Nord du Burkina Faso (Yatenga). Elle y est réapparue dans les années 1980 à la suite des périodes de sécheresse connues dans l'ensemble du Sahel après avoir été plus ou moins abandonnée à la suite de périodes d'abondance (1950-1970), de l'éclatement des familles et de la mécanisation de la préparation des nouveaux champs. Yacouba Sawadogo, paysan burkinabé, compte parmi ceux qui contribuent à faire renaître cette technique.
Cette technique particulièrement adaptée aux zipellés, surfaces pédologiques encroûtées fortement dégradées, est restée pendant longtemps considérée comme anecdotique par les chercheurs mais rentre aujourd'hui dans les techniques de Conservation des Eaux et des Sols (CES).

## Étymologie
En langue mooré, zaï vient du mot « zaïégré » qui veut dire « se lever tôt et se hâter pour préparer sa terre » car la technique a l'inconvénient de nécessiter 300 heures de travail (pénible) à l'hectare.

## Description
Le zaï est une forme particulière de culture en poquet permettant de concentrer l'eau et la fumure (1 à 3 t/ha) dans des microbassins (30 à 40 cm de diamètre, 10 à 15 cm de profondeur) creusés à la daba (pioche à manche court) en quinconce tous les 80 cm où les graines seront semées (une douzaine de graines de sorgho sur les terrains lourds, ou du mil dans les terres sableuses ou gravillonnaires).
La terre retirée du trou est déposée en croissant en aval des trous afin de limiter l'érosion et piéger dans les poquets les sables, limons et matières organiques transportés par le vent.
La surface de sol qui n'est pas travaillée autour des trous sert d'impluvium, et permet donc d'augmenter la quantité d'eau retenue dans les poquets.
Les matières organiques déposées dans chaque microbassin avant la période des pluies attirent les termites du genre Trinervitermes qui creusent des galeries jusqu'à la surface ; ces structures biogéniques tapissées de fèces riches en minéraux permettent l'infiltration de l'eau et la formation de poches d'eau en profondeur, à l'abri de l'évaporation rapide, qui sont exploitées par les racines entre deux pluies.
On recouvre le poquet d'un peu de terre afin que les matières organiques ne soient pas emportées par le ruissellement dès les premières pluies importantes.
L'apport de matière organique (compost ou engrais) et l’utilisation de variétés adaptées de céréales permet de multiplier les rendements par 100. Une récolte peut atteindre de 400 à 1 000 kg de céréales et autant de paille en fonction des pluies même sur une terre très pauvre.

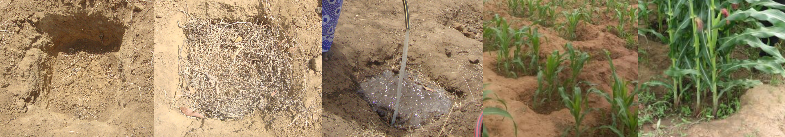
Technique de culture zaï.

## Zaï agroforestier
On peut utiliser la même technique pour semer des graines d'arbres ou d'arbustes.
Le zaï peut être amélioré par une technique de cordon pierreux améliorant la lutte contre le ruissellement.

## Rôle
Le zaï permet de répondre aux six règles importantes dans cette région pour restaurer la productivité agricole des terres :
1. maîtriser le ruissellement et l'érosion, pour éviter que les fertilisants soient entraînés par les eaux ;
2. restaurer la macroporosité et l'enracinement profond des cultures (travail profond) ;
3. stabiliser les macropores en enfouissant des matières organiques, de la chaux ou du gypse ;
4. revitaliser la couche superficielle du sol par l'apport de 3 à 10 t/ha de fumier ou compost fermenté ;
5. rétablir un pH supérieur à 5 pour supprimer les toxicités aluminiques, manganiques, etc. ;
6. corriger les carences du sol, ou plutôt, fournir aux cultures les compléments minéraux indispensables pour une production optimale de biomasse.

## Aspect sociologique
En région aride, le zaï est souvent une innovation agricole (ou une redécouverte) et devrait être une composante essentielle des programmes et politiques d'adaptation au réchauffement climatique.
Mais il a été constaté que les techniques du zaï ne sont pas toujours choisies ou utilisées, parfois faute d'expérience. Et les facteurs de choix d'une innovation agronomique,,,, ou du zaï en particulier, ne sont pas identiques selon le genre (homme/femme) du ou de la « chef(fe) du ménage » ou de la famille :
- ainsi, dans les zones arides du Nord-Est du Kenya, quand le ménage est dirigé par un homme, ce dernier décidera de pratiquer le zaï en accordant plus d'importance à la superficie totale cultivée, à la manière dont l'érosion des sols est perçue, à l'appartenance à un groupe, et il agira plus en fonction de l'accès aux services de vulgarisation[3] ;
- quand le ménage est dirigé par une femme, outre la superficie totale cultivée, l'appartenance à un groupe, d'autres facteurs d'influence seront la fréquence de formation, la possession et l'accès aux outils agricoles et la densité du bétail (sachant que posséder du bétail, avoir accès à la terre et aux outils agricoles sont considérés comme étant des mesures indirectes de l'autonomisation des femmes dans l'agriculture[3]).

Selon Amos Mwenda Ndeke et ses collaborateurs (2023), les politiques de sensibilisation et de vulgarisation au zaï prônant une propriété équitable et sûre des actifs productifs doivent donc tenir compte du genre et répondre aux besoins et préférences spécifiques des agriculteurs, hommes et femmes.